# Voro (football)
Pour les articles homonymes, voir Voro.
Salvador González Marco, surnommé Voro (né le 9 octobre 1963 à L'Alcúdia) est un footballeur espagnol qui occupait le poste de défenseur central.

## Carrière de joueur

### En club
Salvador González Marco commence sa carrière professionnelle dans la réserve du Valence CF en 1983. Prêté une saison au CD Tenerife, il joue ensuite pendant huit ans dans son club formateur participant à 216 matchs de Primera División pour 8 buts, ainsi que 28 matchs de Segunda División pour 2 buts lors de la saison 1986-1987. Il remporte le titre de champion de deuxième division en 1987. À partir de 1993, il évolue au Deportivo La Corogne. Au sein de ce club, il devient international. Avec cette équipe il réalise une saison 1994-1995 qui lui permet de terminer deuxième du championnat et remporter la Coupe du Roi et la Supercoupe d'Espagne. Il participe avec ce club à 102 matchs de Primera División et marque un but. Il finit sa carrière au CD Logroñés. Relégué en deuxième division en 1997, il termine sa carrière l'année suivante au sein du club.

### En sélection
Sa première sélection en équipe nationale a eu lieu le 13 octobre 1993 contre l'Irlande. Il a joué 9 fois pour La Roja sans marquer de but. Il a fait partie de la sélection pour la Coupe du monde 1994. Durant cette coupe du monde, il joue un match contre la Bolivie.

## Reconversion dans le football
Après sa carrière de joueur, il devient responsable délégué de l'équipe première du Valence CF. Le 21 avril 2008, il est nommé entraîneur du club par intérim à la suite du limogeage de Ronald Koeman. Il remporte son premier match contre Osasuna 3 buts à 0. L'équipe remporte quatre des cinq dernières parties de la saison et termine à la dixième place. Unai Emery lui succède au poste d'entraîneur pour la saison suivante, Voro retrouvant son poste antérieur. Le 2 décembre 2012 à la suite du licenciement de Mauricio Pellegrino il est nommé pour lui succéder.
Fin décembre 2016, il prend la succession de Cesare Prandelli. En juin 2017, il cède sa place à Marcelino García Toral.
Le 29 juin 2020, il redevient entraîneur du Valence CF pour la sixième fois à la suite du limogeage d'Albert Celades.
Le 3 mai 2021, il devient entraîneur du Valence CF pour la septième fois à la suite du limogeage de Javi Gracia.
Il est nommé pour la huitième fois à la fin du mois de janvier 2023 après le départ de Gennaro Gattuso. Initialement pressenti pour terminer la saison avec l'objectif du maintien en Liga, il est remplacé après trois matchs qui se soldent par trois défaites par Rubén Baraja.

## Palmarès
- Valence CF :
  - Segunda División : 1986-1987
- Deportivo La Corogne :
  - Coupe du Roi : 1994-1995
  - Supercoupe d'Espagne : 1995